# Palazzo Cusani (Parma)

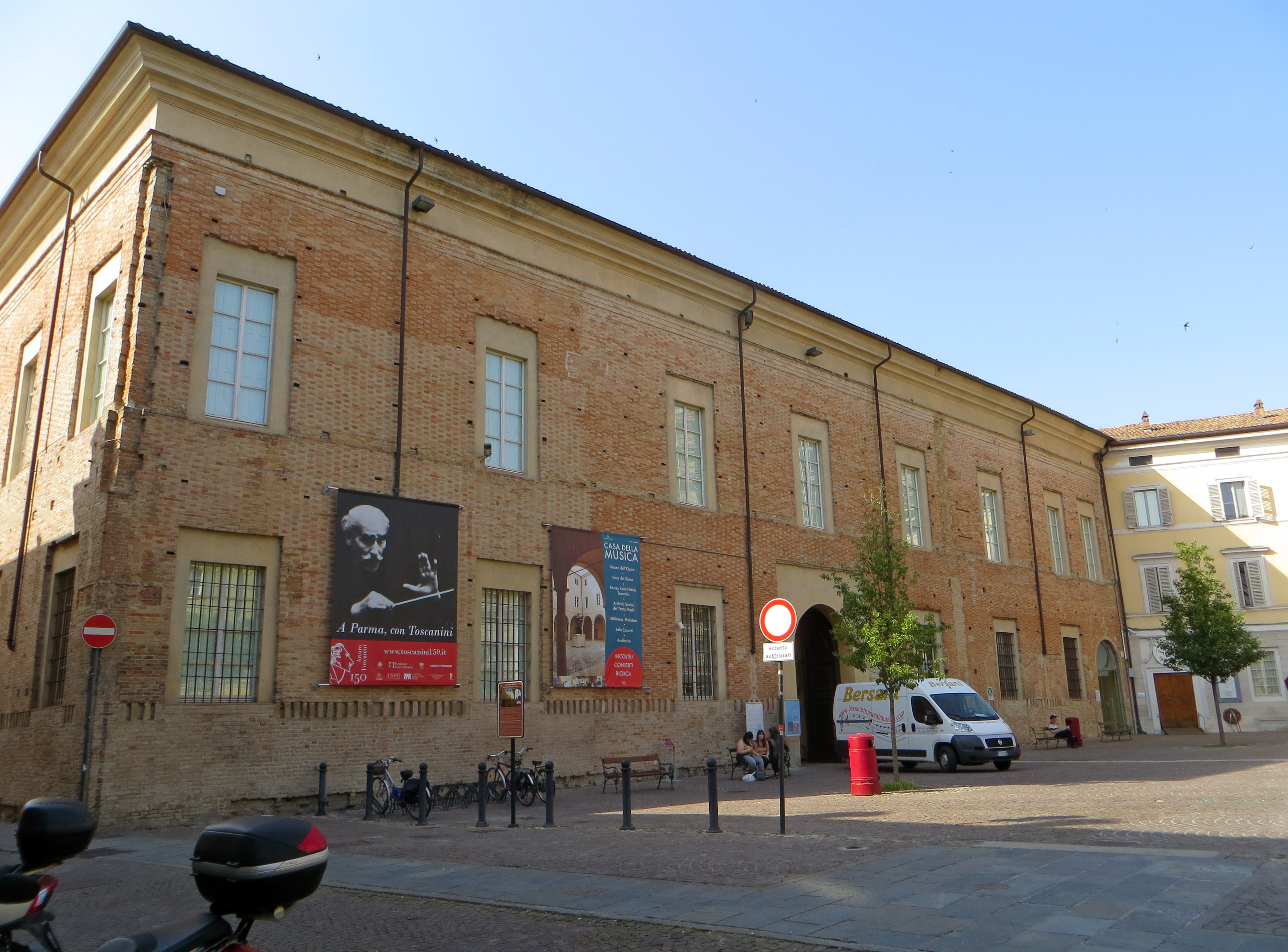
Palazzo Cusani in Parma

Der Palazzo Cusani ist ein Renaissancepalast in Parma in der italienischen Region Emilia-Romagna. Er liegt am Piazzale San Francesco 1 neben der Kirche San Francesco del Prato. Dort ist der Sitz des Casa della Musica.

## Geschichte
Den Palast ließ ein Zweig der Familie Cusani, ein bedeutendes Adelsgeschlecht aus Mailand, in der zweiten Hälfte des 15. Jahrhunderts errichten.
Im 17. Jahrhundert stiftete der Markgraf Galeazzo Cusani das Gebäude der Stadt Parma, die es der Universität zur Verfügung stellte und die Marmorsäulen im Innenhof restaurieren und neu anordnen ließ. So wurde der Palast Sitz der medizinischen und juristischen Fakultät bis zum Jahr 1768.
1778 ließ Herzog Ferdinand de Bourbon daraus die Münze des Herzogtums Parma machen und in die Mitte des Innenhofes mit den Arkaden das Denkmal von Herakles und Antaios setzen, das in der Stadt „I due brasè“ genannt wird, antike Statuen, die vom flämischen Künstler Theodor Vandersturck zwischen 1684 und 1687 für den Palazzo del Giardino schuf.
In der Folge der beiden napoleonischen Dekreten von 1805 und 1810 wurde das benachbarte Kloster San Francesco del Prato in ein Stadtgefängnis umgewandelt. Aus diesem Grund ließ die Herzogin Marie-Louise von Österreich in dem Palast das Strafgericht unterbringen und direkt mit dem Gefängnis verbinden. Das Denkmal von Herakles und Antaios wurde in der Mitte der kleinen Insel im See des herzoglichen Parks aufgestellt, aber bereits 1829 in eine Nische des Palazzo del Comune auf der Seite zur Kirche San Vitale hin versetzt.
1924 wurde das Strafgericht an seinen heutigen Sitz verlegt und der Palazzo Cusani für eine weiterführende Schule genutzt. Die Säle im Inneren wurden somit in kleinere Räume aufgeteilt.
Im Zweiten Weltkrieg wurde in den Palast ein Luftschutzkeller eingebaut, der seine Physiognomie wesentlich veränderte.
Am 9. November 1983 wurde das Gebäude durch einen starken Erdstoß beschädigt, was zu seiner Schließung führte. Nachdem der Palast aufwändig renoviert worden war, wurde er 2002 als Sitz des Casa della Musica wiedereröffnet; er ist als Ort für Konzertkritiken, Kurse zur musikalischen Perfektionierung und Ausstellungen gedacht. Dort wurde auch das Denkmal von Herakles und Antaios untergebracht, von dem eine Kopie an einer Seite des Palazzo del Comune verblieb.

## Beschreibung

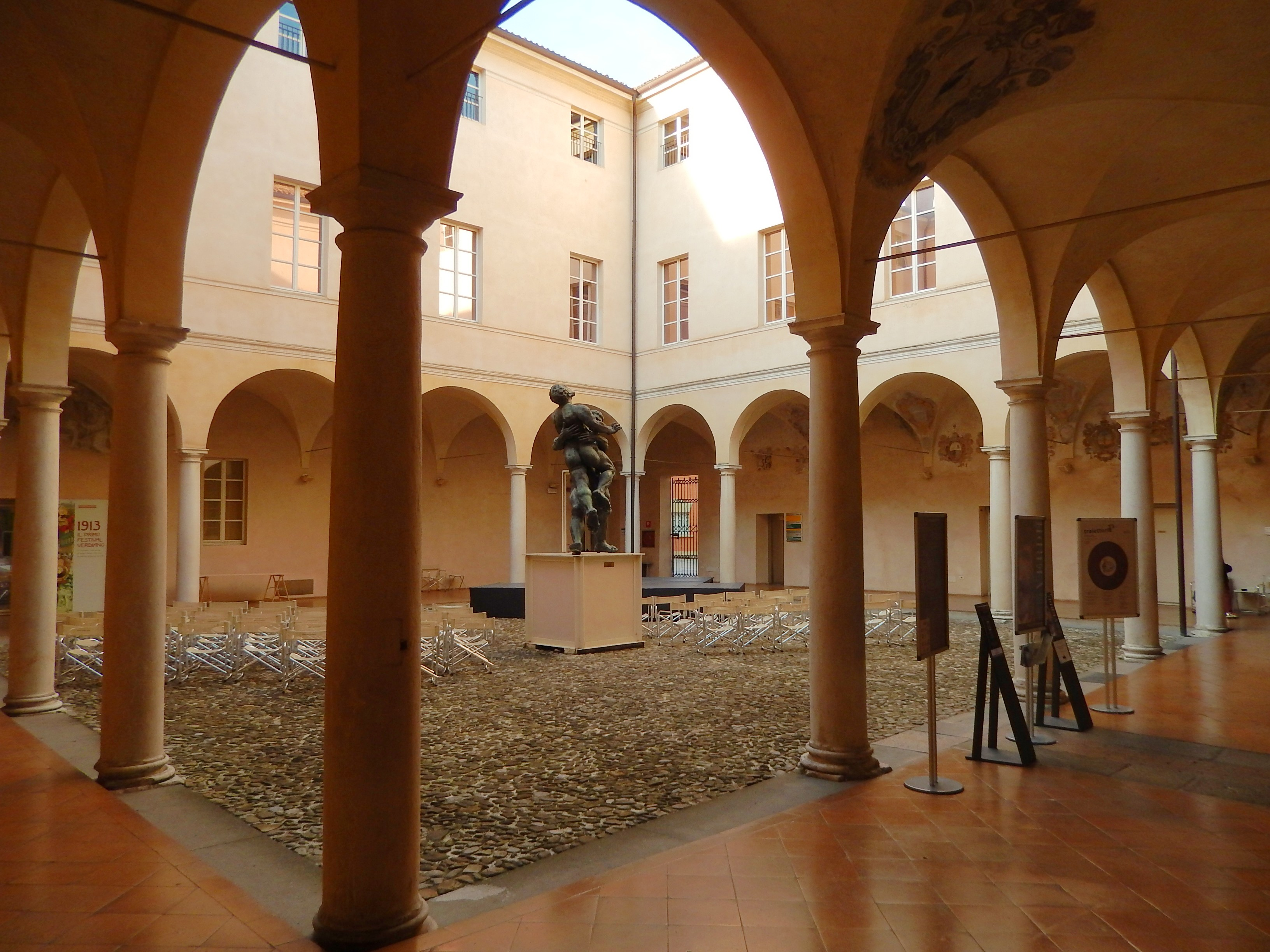
Innenhof mit dem Denkmal von Herakles und Antaios

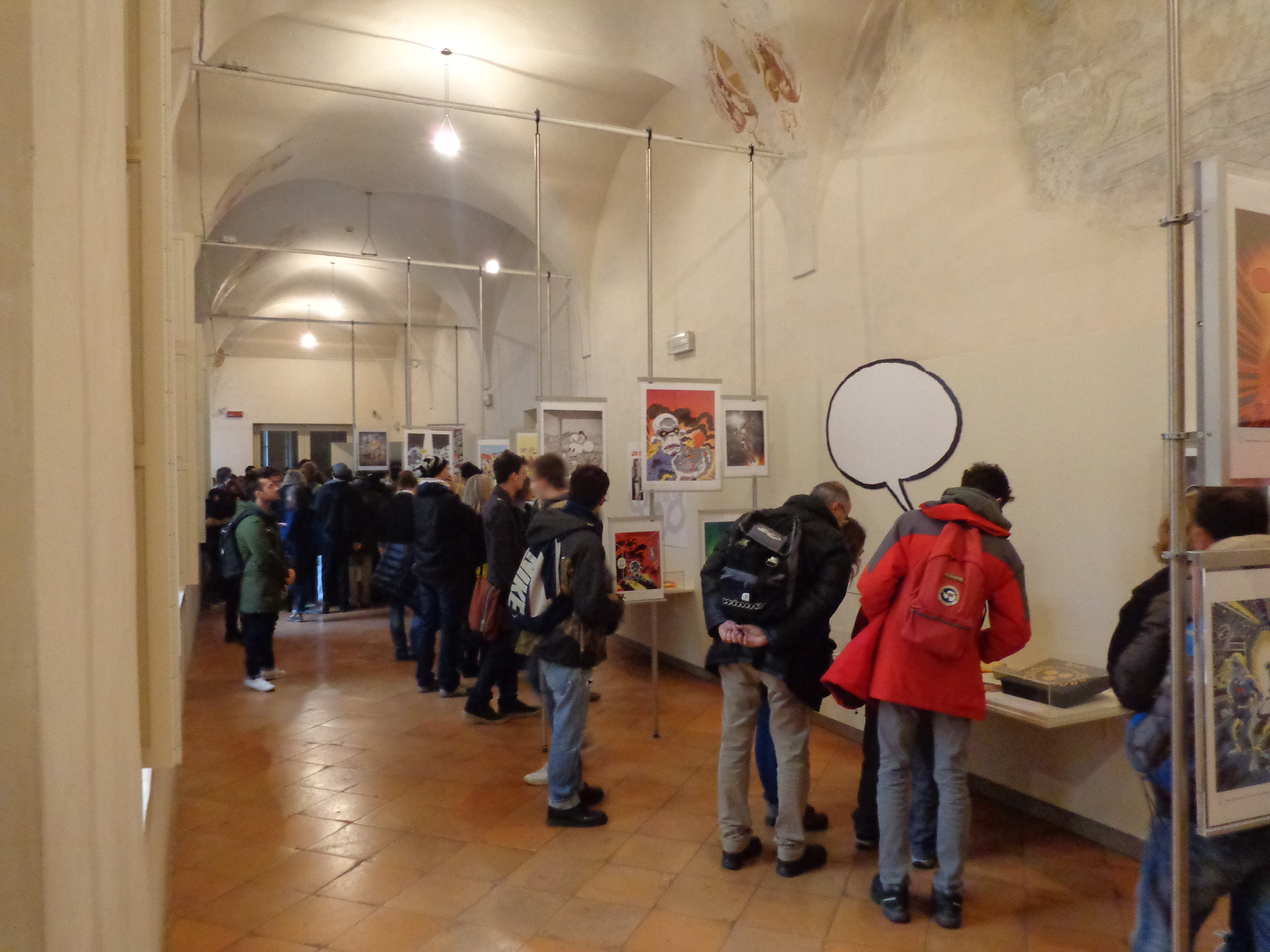
Einer der Korridore bei der Ausstellung „Rat-Con 2014“, die dem Comic „Rat-Man“ gewidmet war

Der Palast mit quadratischem Grundriss ist um einen eleganten Kreuzgang mit Arkaden herum angeordnet und hat eine Gesamtfläche von 4500 m², verteilt auf drei Stockwerke.
Die beiden Renaissancefassaden, die durch große, hohe Fenster mit verputzten Rahmen gekennzeichnet sind, sind mit Mauerwerk verkleidet und ihre Dekoration ist teilweise unvollständig. Oben verläuft an beiden Fassaden ein hohes, verputztes Gesims.
Die Innenräume und die Arkaden um den großen Innenhof in der Mitte zeigen auch bedeutende Spuren bildlicher Dekorationen aus dem 17. Jahrhundert, die allegorische Szenen, heraldische Wappen und Inschriften über die Universitätsdozenten darstellen.
Im ersten Obergeschoss gibt es einen Konzertsaal mit 158 Sitzplätzen, an den sich ein Auditorium, Didaktiksäle und eine Bibliothek-Mediathek anschließen.